# سيران أطيش

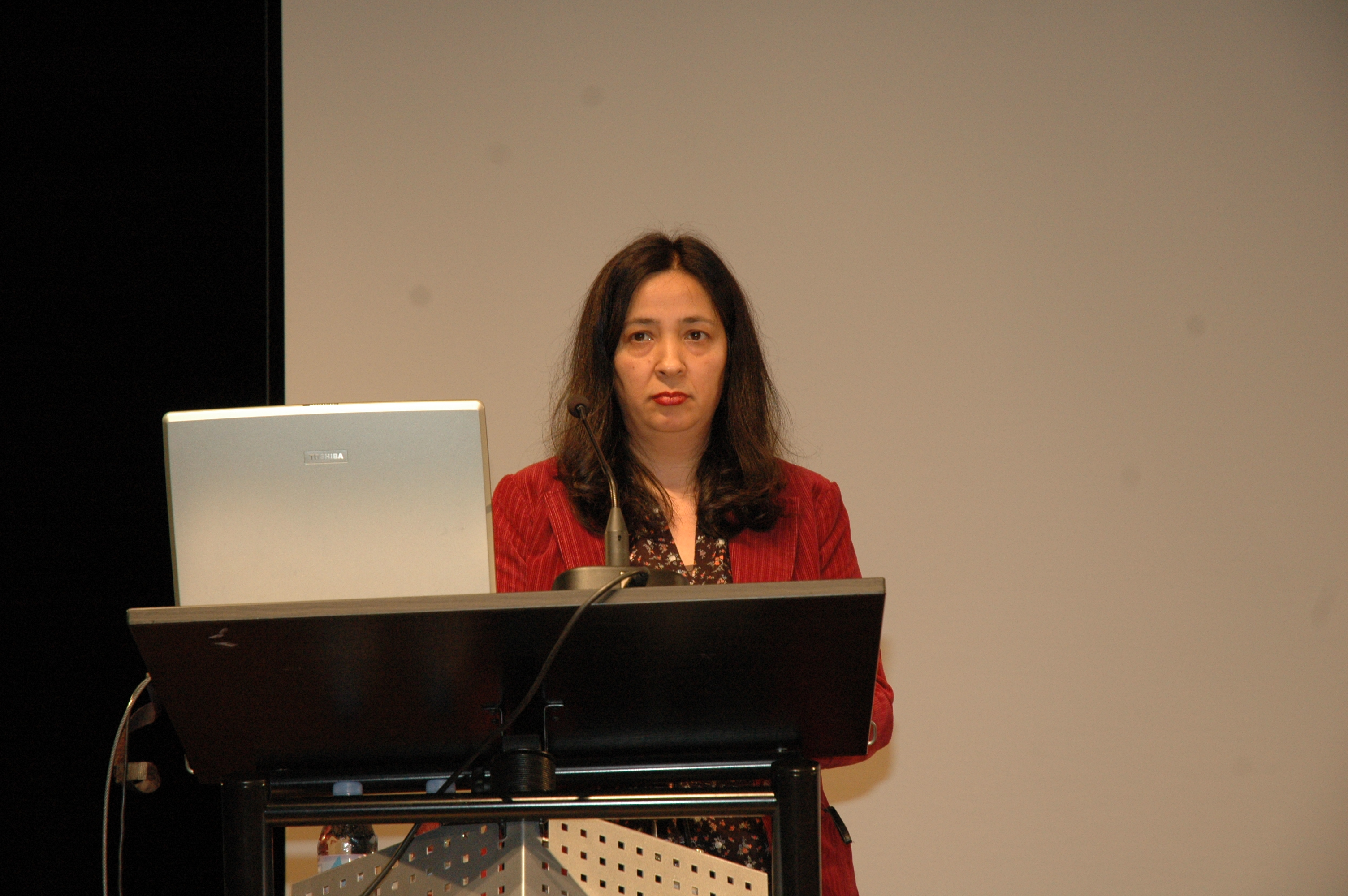
سيران أطيش

سيران أطيش (بالتركية: Seyran Ateş) تعرف الكاتبة الألمانية ذات الأصول التركية الكردية سيران أطيش (المولودة في 20 أبريل عام 1963,بإسطنبول في تركيا) بأنها ناشطة في مجال حقوق المرأة. تعمل كمحامية في برلين في معظم المجالات المتعلقة بقانون الأسرة و القانون الجنائي. وخارج هذا الإطار ساهمت في السياسة الخارجية الألمانية.
وكانت أطيش عضوة بالمؤتمر الإسلامي الألماني وشاركت في قمة الاتحاد الألماني. وبسبب العداء الشديد من المنظمات وأيضاً التهديدات والهجمات العنيفة من المتربصين بها توقفت في أغسطس عام 2006 بشكل مؤقت عن ممارسة مهنة المحاماة. وفي أكتوبر عام 2009 ووفقاً للخبر الذي نشرته دار النشر أولستين عقب تجدد تهديدات القتل والمخاطر الموجهة لها ولعائلتها فقد صرحت أطيش بنفسها أنها ستختفي بشكل كامل عن الأضواء. واعتباراً من صيف 2011 عادت مرة أخرى، وفي صيف 2012 عادت من جديد لممارسة مهنة المحاماة.

## ردود أفعالها
دافعت أطيش في المقابلة المتعلقة بفيلم مكافحة الإسلام والذي يحمل اسم براءة المسلمين وذلك في صحيفة دى تسايت في يوليو 2012 عن أفكارها كمحامية وامرأة مسلمة بأن الدولة لم تضطر للسماح باحتجاج مدعوم من الأصوليين الإسلاميين بالقول:
«عندما يزداد الانفصال فقط ولكن هذا الانفصال هو انفصال دينى، يرتقي هذا الانفصال بنفسه ضد الديمقراطية. وعندما ننادي من أجل الدين والعقاب الأمر الذي دفع للبدء بالتنوير وكذلك بالحرب ضد الحريات المتلفة التي تستفيد منها جميع الكنائس والمجتمعات الدينية في دولتنا. ومن أجل أن يكون ذلك بشكل واقعي يجب أن يبقى حتى لو تم انتقاده بشكل صريح. في الأساس من الممكن أن يشعر الأصوليين فقط بالضعف».
في 12 مارس عام 2012 وفي المقابلة التي أجرتها مع ليجال تريبيون أونلاين المجلة القانونية تراجعت عن دفاعها الذي أظهرته للمواطنة المزدوجة حتى الآن. دافع النظام القانوني للاتحاد الألماني عن فرصة المواجهة الإيجابية الضرورية لانتخاب الجنسية التي تم تطبيقها للشباب. ذلك الأمر قد دفعهم للدفاع عن فرصهم بالاطلاع فيم يتعلق بالمجتمع المدني والأغلبية ومستوى الديمقراطية وحقوق الإنسان المحفوظة في هذه البلاد والأوضاع السياسية ودساتير الدولة المشار إليها.
رفضت أحد المجتمعات التجمع ولكن عند تجميع المواطنين الذين لم يبدوا اهتماما بكافة الأشياء الأخرى مثل الثقافة واللغة ولكن المهتمين بامتيازات المواطن الشرفية أعلنوا أن ذلك ينذر بخطر. وذلك الأمر قد أدى إلى إعلان أن الوطنية الدستورية قد ترغب بأن تنقل لمركز النقاش التكاملي.

## جوائزها
1. عام 2004: برلينر فراون بريس دير برلينر سيناتسفيروالتونج فور ويرتشافت، أربيت أوند فراون.[6]
2. عام 2005: زيفيل كوراجى بريس دى سى أس دى برلين.
3. عام 2005: فراودى جاهريس-أهرونج دى ديوتشن ستات سبيور حرينين-فربانديز إى في.[7]
4. عام 2006: أوسيب كا-فلشتهيم-بريس دى هومانستيشن فرباندز ديوتش لاندز.[8]
5. عام 2006: مارجريتا-فون-برنتانو-بريز دير جامعة برلين الحرة.[9]
6. عام 2007: أوزيتشونج زور.دورش دن محامون بلا حدود لاندز فرباند نيدرشازين.[10]
7. عام 2007: فردين ستكر يوز أم بندى.[11]

## روابط خارجية
- سيران أطيش على موقع IMDb (الإنجليزية)
- سيران أطيش على موقع مونزينجر (الألمانية)
- سيران أطيش على موقع كينوبويسك (الروسية)